# New Horizons
A New Horizons amerikai űrszonda, amelyet a Pluto, annak holdjai és a Kuiper-öv néhány objektumának vizsgálatára alkottak meg. Az űrszondát 2006. január 19-én indították a New Frontiers program első küldetése keretében. Repülése alatt megközelítette a Jupitert és 2015. július 14-én ért el a Plutóhoz, melyről fényképet készített. A szonda célja ezt követően a Kuiper-öv egy vagy két égitestének meglátogatása, mielőtt elhagyná a Naprendszert. Erre a célra a 2014 MU69 Ultima Thule (később átnevezve: Arrokoth) kisbolygót választották ki, aminek közelébe 2019. január 1-jén ért el.
A projekt vezetője Alan Stern.

## Küldetés
A New Horizons-t 2006. január 19-én indították Atlas V hordozórakétával. 2007. február 28-án megközelítette a Jupitert, ahol gravitációs hintamanővert végzett. A megközelítés során mintegy 2,3 millió km volt a szonda legkisebb távolsága a Jupitertől. A távolság elegendően nagy volt ahhoz, hogy az óriásbolygó magnetoszférája ne okozhasson károkat a műszerekben.
A majdnem 9 évig tartó utazása alatt az űrszonda többnyire hibernált állapotban közelített célja felé, de minden évben lefuttattak egy 50 napig tartó tesztsorozatot a küldetés irányítói, hogy ellenőrizzék a műszerek állapotát.
2014. december 6-án a szonda hibernáltból ismét aktív állapotba helyezte magát az előírt, tárolt programnak megfelelően. A szonda állapotáról tudósító adatcsomag 4 óra 26 perc alatt ért el a Földhöz. A szonda ekkor 162 millió km-re volt a Plutótól. A szonda addigi útja során 18 alkalommal volt hibernált állapotban, amik hossza 36 nap és 202 nap között változott.
A New Horizons sebessége jelenleg mintegy 15 km/s, ami 2 km/s-mal kevesebb, mint a Voyager–1-é.

## Megérkezés a Plutóhoz
A Pluto rendszer megfigyelését 2015. január 15-én kezdte meg. 2015. július 14-én közelítette meg a Plutót és a Charont, de a tudományos megfigyeléseit már 150 nappal korábban megkezdte.  A New Horizons mintegy 4,88 milliárd kilométer megtétele után sikeresen megközelítette a törpebolygót és elhaladt mellette, adatokat és képeket küldve a Földre. A szonda kiváló állapotban hagyta el a Plutót és továbbhaladt a Kuiper-öv felé. A törpebolygó rendszerének és a szondának relatív sebessége 14 km/s volt. A Pluto felszínétől 12 500 km-re suhant el. A Földtől ekkor 7,5 milliárd kilométerre volt.

## A Pluto felszínének vizsgálata
A Pluto hegyei helyenként magasak, 3–4 km-ig emelkednek, ami az égitest méretéhez képest jelentős magasság.
A földi és Hubble űrtávcsővel végzett megfigyelésekből várható volt, hogy a New Horizons  összetett rendszert talál (ismert volt, hogy a felszín egyes részeit fagyott nitrogén, metán és szén-monoxid borítja, a légköri nyomás nőtt az 1980-as évek óta, látták az albedófoltokat éppúgy, mint a holdak összetett rendszerét), a rendszer komplexitása azonban minden várakozást felülmúlt. A kutatók „felturbózott Tritont” vártak, helyette „felturbózott Marsot” találtak.
Emellett a kutatóknak is meglepő volt, hogy a Charon milyen változatos égitest. A Naprendszer egyik legváltozatosabb felszínű égitestje. Rendelkezik hosszú repedésrendszerrel, hegyvonulatokkal, emellett árkok szabdalják a felszínét.

## A küldetés kiterjesztése
A NASA döntött a projekt meghosszabbítása mellett. A később Arrokoth-ra átnevezett kisbolygó  mellett 2019 első napjaiban repült el. Az Arrokoth  közel 300 éves keringési idejű pályáján halad, naptávolsága kb. 42-46 csillagászati egység között változik.
A szonda a legkisebb, 3500 km-es távolságát az aszteroidától 2019. január 1-én érte el. Az elrepülés idején a szondáról a rádiójelek a földi vevőkhöz 6,12 óra alatt érkeztek be.
2021. április közepére az űrszonda már 50 csillagászati egységre került a Földtől.

## Felépítése
Az űrszonda energiaellátását egy radioizotópos termoelektromos generátor (RTG) biztosítja. Ennek teljesítménye 240 watt volt a szonda indításakor. Ez az érték nagyjából 5%-kal csökken 4 évente.
A nagy távolságra való tekintettel a szondán egy 2,1 méter átmérőjű parabolaantenna felel a rádiójelek hazajuttatásáért (a Voyager szondákat 3,66 méteres antennával építették).

## Műszerek

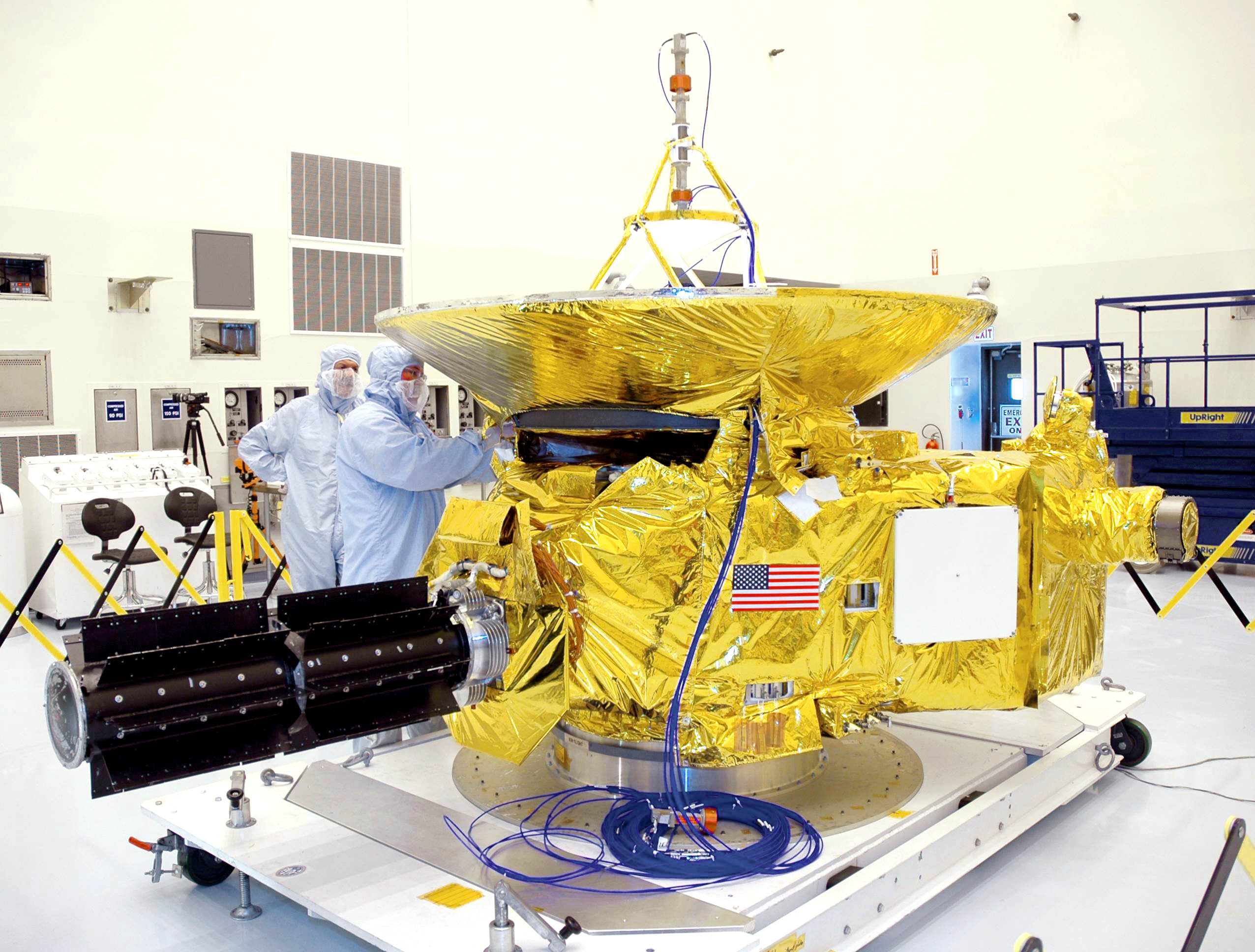
A New Horizons szerelés közben. Balra látható az űrszonda áramforrása, a radioizotópos termoelektromos generátor (fekete színnel)

- Long Range Reconnaisance Imager (LORRI): látható tartományban működő, nagy felbontású CCD kamera 20,8 cm-es apertúrával és 1024 x 1024 pixeles monokromatikus CCD érzékelővel. A felbontás 5 mikroradián (nagyjából 1 ívmásodperc). A CCD-t egy passzív radiátor tartja hidegen a szonda árnyékos oldalán. A hőmérséklet-különbség jó hőszigetelést igényel.
- Pluto Exploration Remote Sensing Investigation (PERSI): Két műszert tartalmaz. Az egyik a 6 cm apertúrájú Ralph-teleszkóp (röviden Ralph) két különálló csatornával: egy látható CCD kamera (MVIC – Multispectral Visible Imaging Camera) és egy közeli infravörös képalkotó spektrométer (LEISA – Linear Etalon Imaging Spectral Array). A másik műszer az Alice ultraibolya képalkotó spektrométer. Az Alice a Rosetta űrszonda hasonló nevű műszerének tökéletesített változata.
- Plasma and high energy particle spectrometer suite (PAM): Két műszer alkotja: a SWAP (Solar Wind Analyzer around Pluto) és a PEPSSI (Pluto Energetic Particle Spectrometer Science Investigation). A SWAP 6,5 kiloelektronvoltig méri a Pluto körüli részecskéket, a PEPSSI 1 MeV-ig.
- Radio Science Experiment (REX): ultrastabil oszcillátor és kiegészítő elektronika a rádiótudományi vizsgálatokhoz.
- Student Dust Counter (SDC): porméréseket végez. Két részből áll: egy 460 × 300 mm-es detektor a szonda árnyékos oldalán és egy elektronikai doboz a szonda belsejében. A detektor 14 PVDF panelt tartalmaz. Az effektív gyűjtőterület 0,125 m². Eddig még nem végeztek porméréseket az Uránusz pályáján túl.

## Galéria

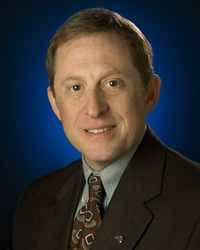
Alan Stern, a projekt vezetője

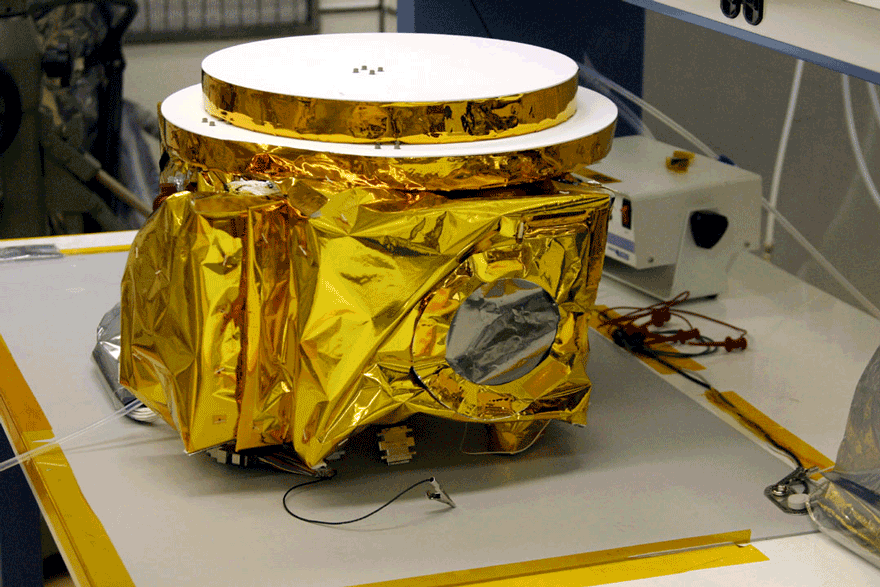
Ralph
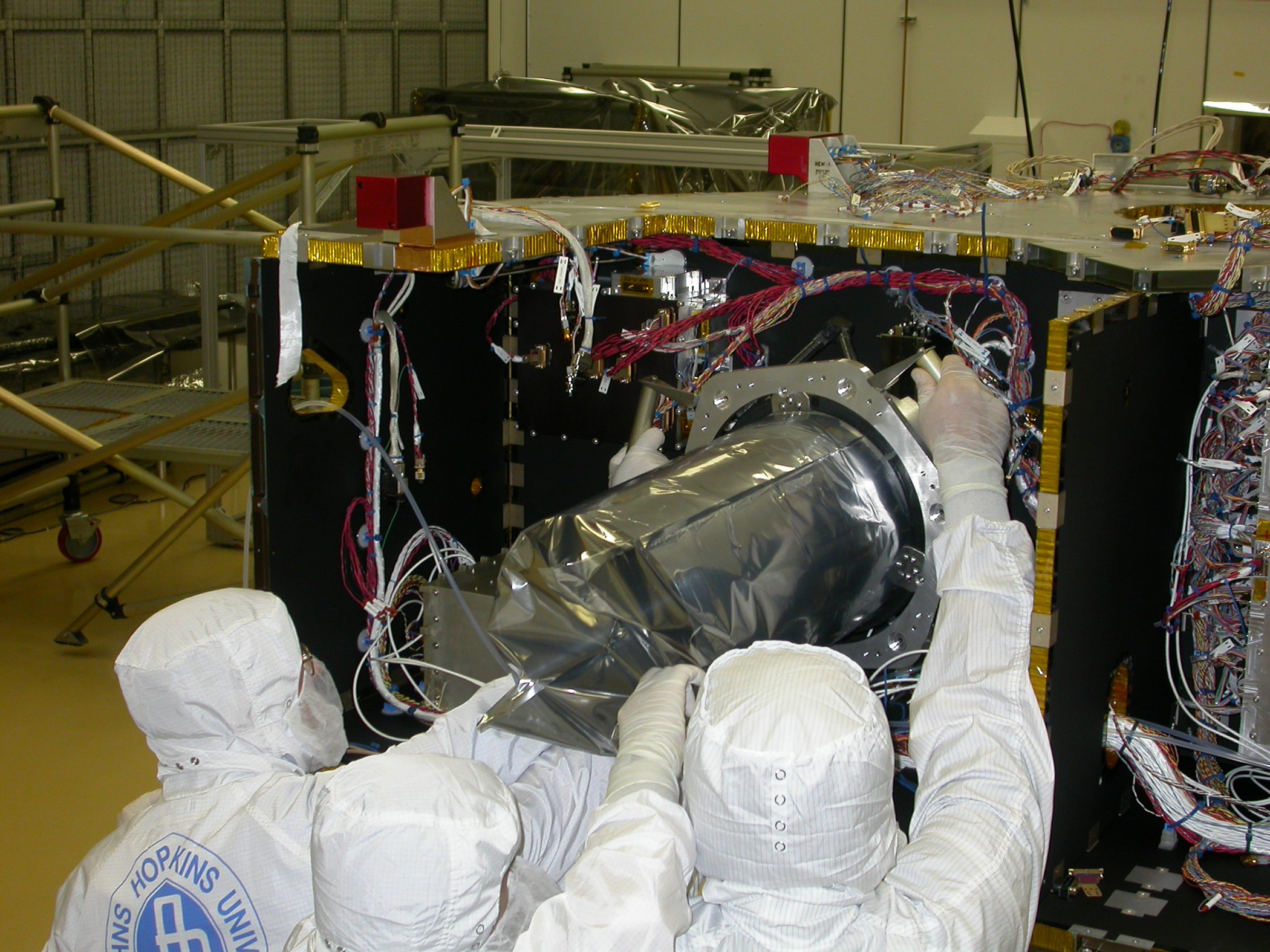
LORRI
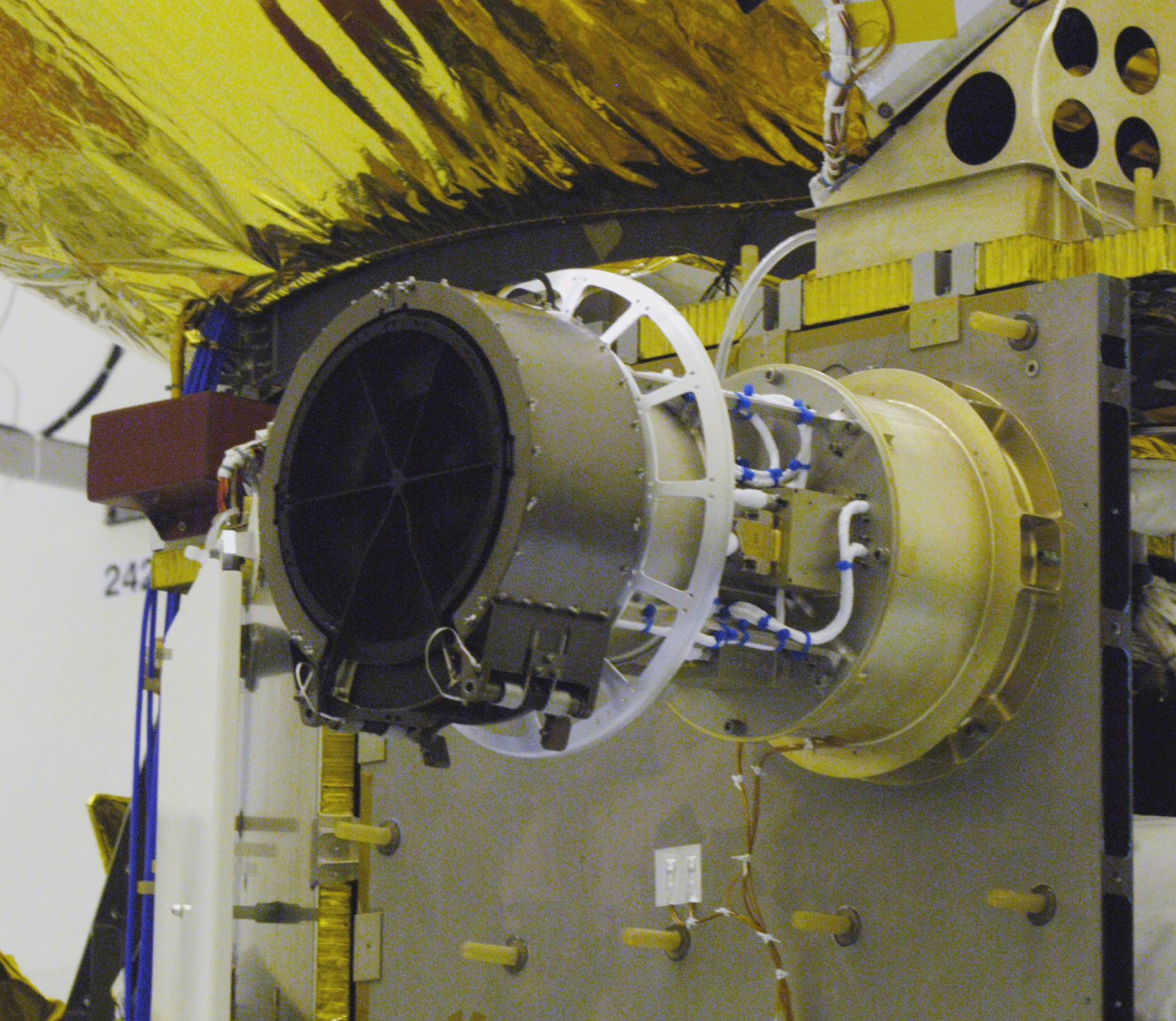
SWAP
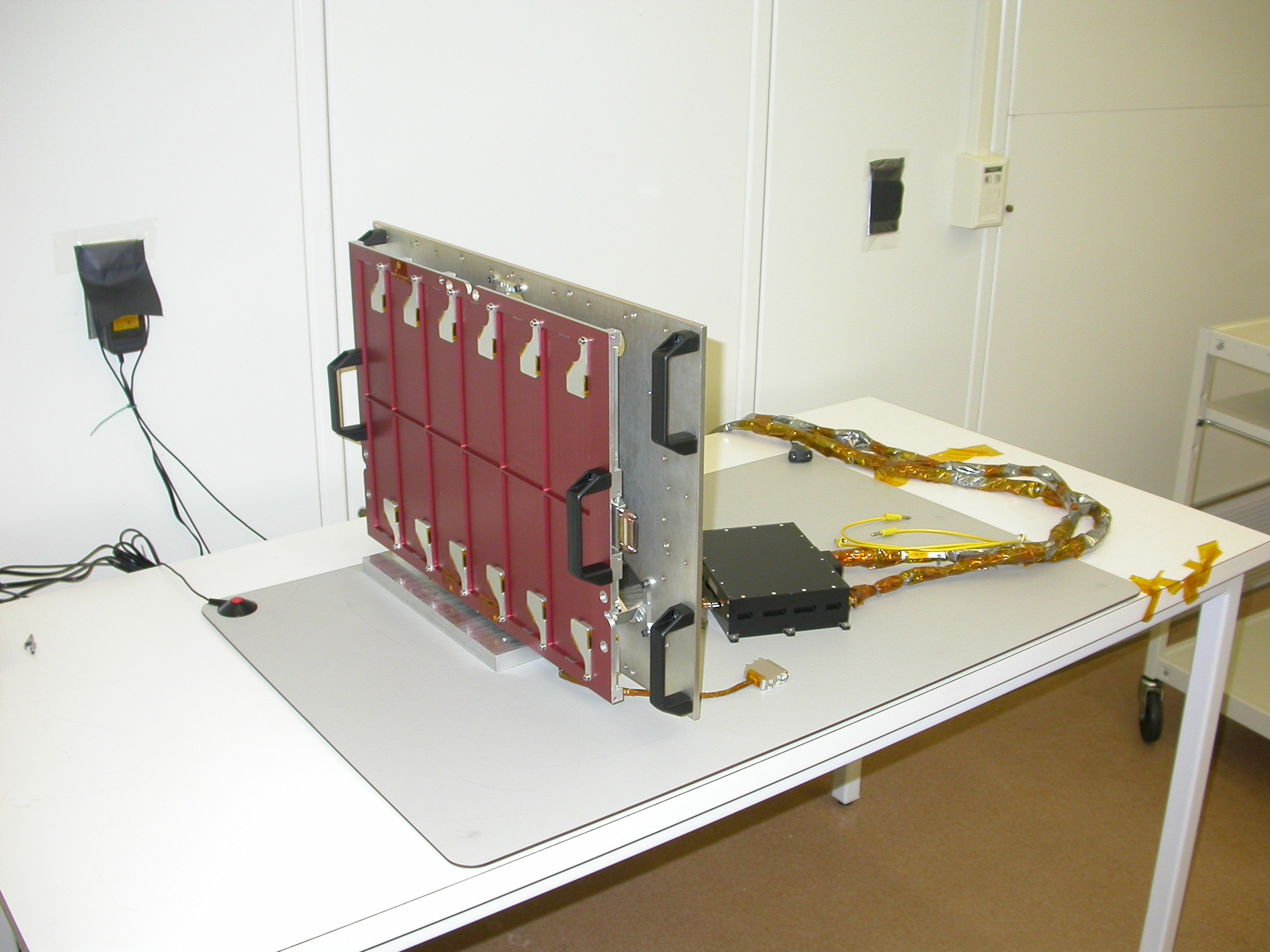
VBSDC
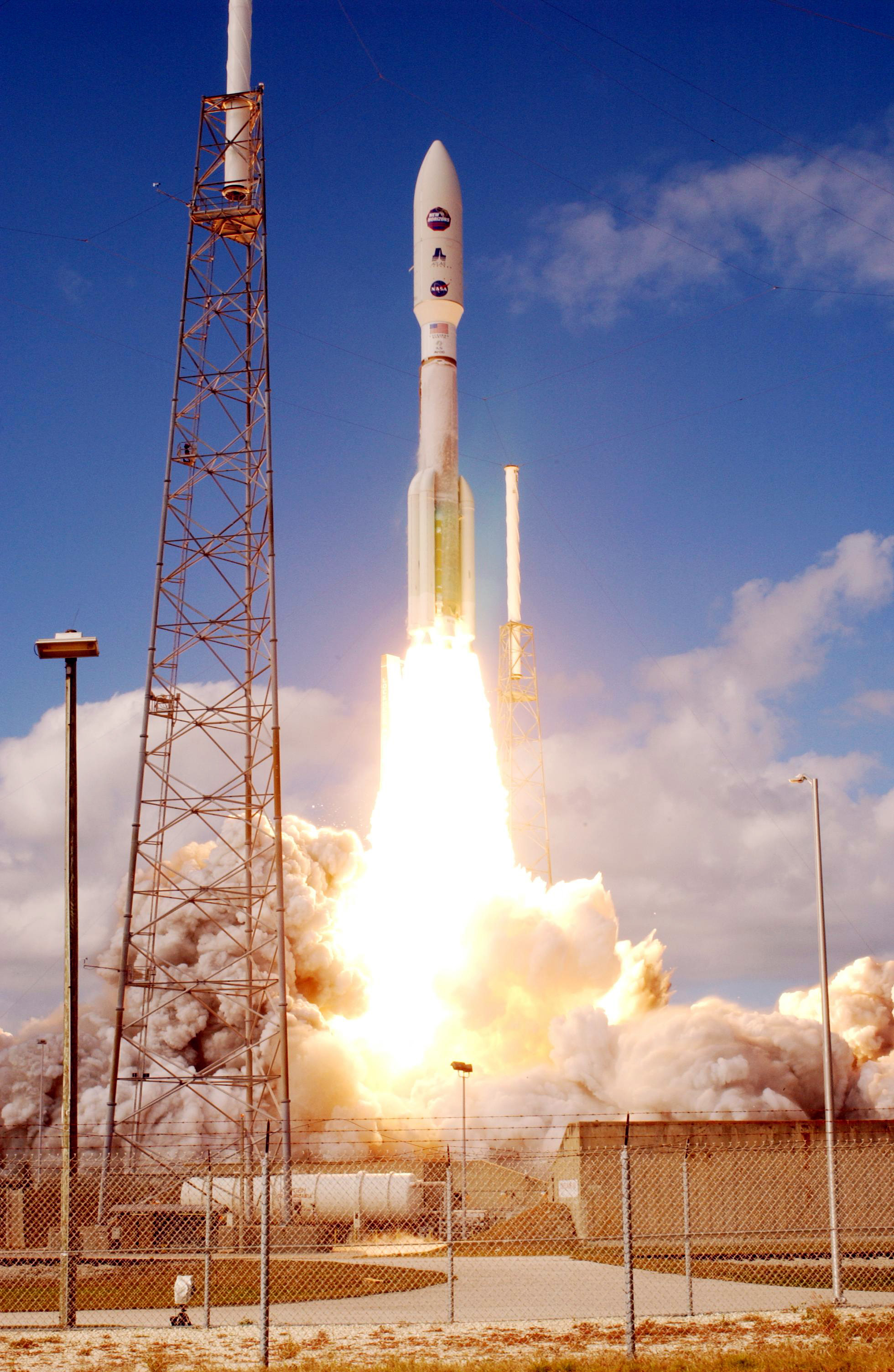
A New Horizons indítása
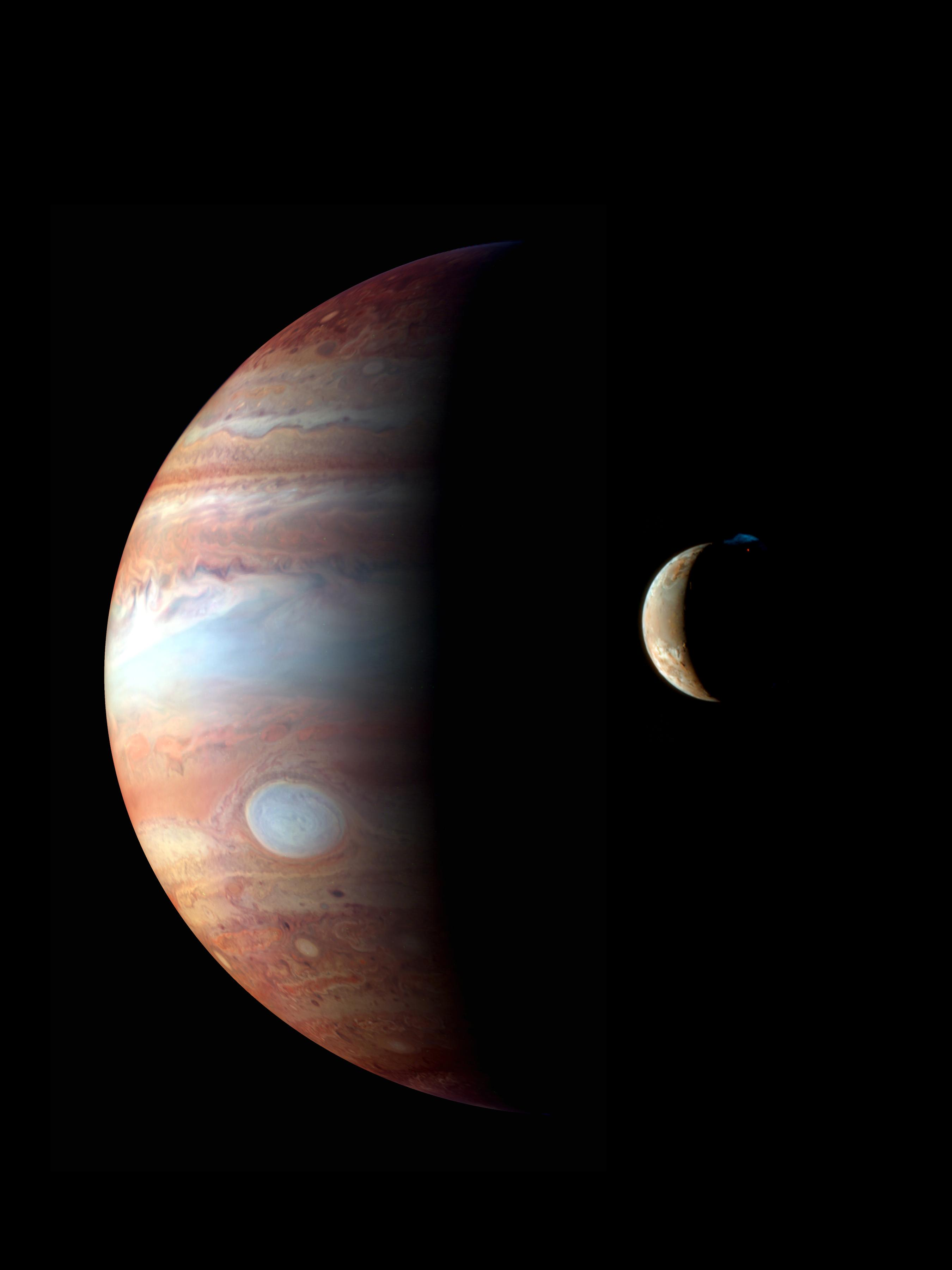
A New Horizons a Jupiternél
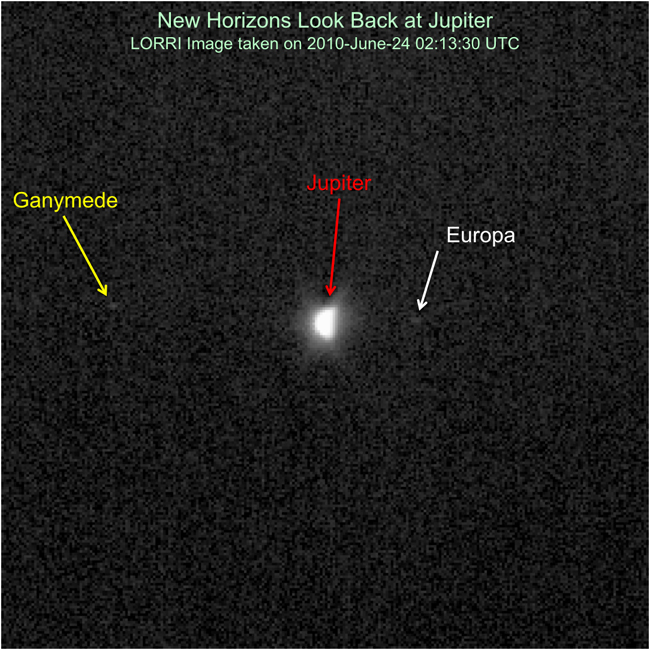
Félúton: visszatekintés a Jupiterre

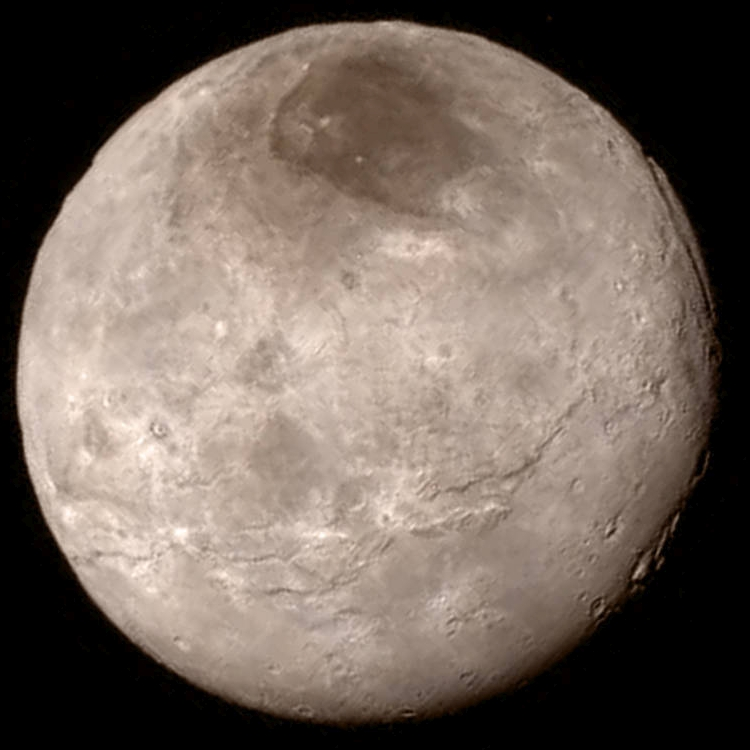
A New Horizons képe a Charonról (2015.07.13)

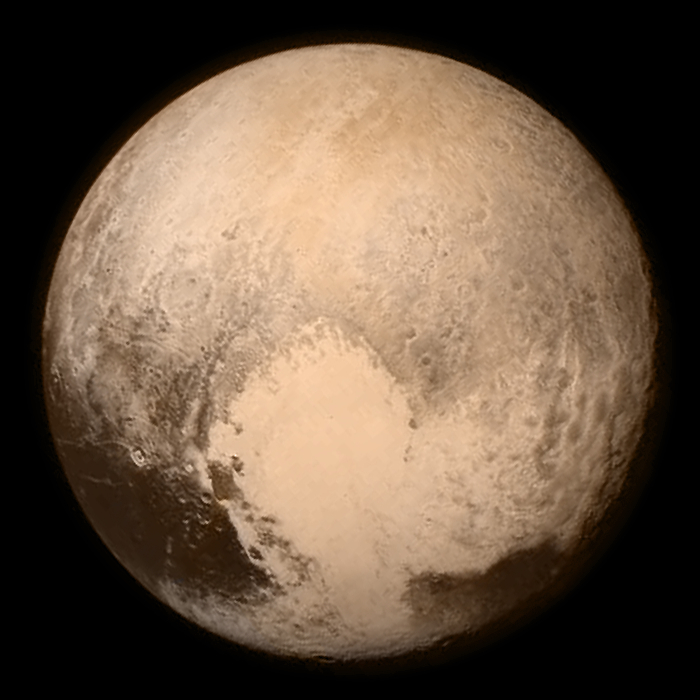
A New Horizons képe a Pluto törpebolygóról (2015.07.13)

## Egyéb
Az űrszondán vannak elhelyezve Clyde Tombaugh a Pluto felfedezőjének hamvai.

### Magyar oldalak
- A NASA által finanszírozott Pluto-Kuiper-öv misszió tanulmányozása befejeződött
- Ismerje meg a New Horizons űrszondát és célpontját!
- Elindult a Pluto felé a New Horizons (2006. január 20.)
- http://www.urvilag.hu/new_horizons/20151124_amire_meg_alan_stern_sem_szamitott_2resz
- http://www.urvilag.hu/new_horizons/20150905_a_pluto_utan

### Külföldi oldalak
- NASA New Horizons honlap
- New Horizons Project Home Page (JHU Applied Physics Lab)
- New Horizons Information (Southwest Research Institute)
- Newhorizonsbot, a csapat twitteroldala az összes interneten közzétett fényképpel